# Rrakala
Rrakala – wydany w 2011 roku drugi w dorobku solowy album Gurrumula. Prezentuje dojrzalszą muzykę i w swojej wymowie jest mniej pesymistyczny od debiutanckiego. Utwory są grane na nowocześniejszym instrumentarium, jednak cała płyta nie traci przez to na swej autentyczności i przekazie. Między 26 września a 2 października 2011 roku Rrakala była płytą tygodnia w Programie Trzecim Polskiego Radia.

## Lista utworów
1. Gopuru
2. Mala Rrakala
3. Bayini
4. Baru
5. Ya Yawirriny
6. Djilawurr
7. Warwu
8. Djotarra
9. Bakitju
10. Djomula
11. Wulminda
12. Banbirrngu